# Danny Federici
Daniel Paul "Danny" Federici (Newark, New Jersey, 23. siječnja 1950. - New York, New York, 17. travnja 2008.) bio je američki glazbenik, najpoznatiji kao član E Street Banda Brucea Springsteena.

## Vanjske poveznice
- Službena stranica Danny Federici Melanoma Funda
- Danny Federici u internetskoj bazi filmova IMDb-u (engl.)